# Masumotokoganea kinabalensis
Masumotokoganea kinabalensis är en skalbaggsart som beskrevs av Ohaus 1932. Masumotokoganea kinabalensis ingår i släktet Masumotokoganea och familjen Rutelidae. Inga underarter finns listade i Catalogue of Life.